# Leichtathletik-Weltmeisterschaften 2013/Teilnehmer (Schweiz)
| Gelbes Symbol für Goldmedaillen mit stilisierten Olympischen Ringen | Graues Symbol für Silbermedaillen mit stilisierten Olympischen Ringen | Braundes Symbol für Bronzemedaillen mit stilisierten Olympischen Ringen |
| ------------------------------------------------------------------- | --------------------------------------------------------------------- | ----------------------------------------------------------------------- |
| —                                                                   | —                                                                     | —                                                                       |

Der Schweizer Leichtathletik-Verband Swiss Athletics stellte insgesamt zwölf Teilnehmerinnen und vier Teilnehmer bei den Leichtathletik-Weltmeisterschaften 2013 in der russischen Hauptstadt Moskau.

## Ergebnisse

### Männer

#### Laufdisziplinen
| Athlet                     | Disziplin   | Vorlauf | Vorlauf | Halbfinale         | Halbfinale         | Finale             | Finale             |
| Athlet                     | Disziplin   | Zeit    | Platz   | Zeit               | Platz              | Zeit               | Platz              |
| -------------------------- | ----------- | ------- | ------- | ------------------ | ------------------ | ------------------ | ------------------ |
| Alex Wilson                | 200 m       | 21,11 s | 37      | nicht qualifiziert | nicht qualifiziert | nicht qualifiziert | nicht qualifiziert |
| Christian Kreienbühl       | Marathon    |         |         |                    |                    | 2:21:17 h          | 35                 |
| Michael Ott                | Marathon    |         |         |                    |                    | 2:26:02 h          | 41                 |
| Alejandro Francisco Florez | 20 km Gehen |         |         |                    |                    | 1:35:01 h          | 51                 |

### Frauen

#### Laufdisziplinen
| Athletin                                                      | Disziplin        | Vorlauf    | Vorlauf | Halbfinale         | Halbfinale         | Finale             | Finale             |
| Athletin                                                      | Disziplin        | Zeit       | Platz   | Zeit               | Platz              | Zeit               | Platz              |
| ------------------------------------------------------------- | ---------------- | ---------- | ------- | ------------------ | ------------------ | ------------------ | ------------------ |
| Mujinga Kambundji                                             | 200 m            | 23,24 m PB | 26      | nicht qualifiziert | nicht qualifiziert | nicht qualifiziert | nicht qualifiziert |
| Noemi Zbären                                                  | 100 m Hürden     | 13,59 m    | 32      | nicht qualifiziert | nicht qualifiziert | nicht qualifiziert | nicht qualifiziert |
| Fabienne Schlumpf                                             | 3000 m Hindernis | DNS        | DNS     |                    |                    | –––                | –––                |
| Patricia Morceli Bühler                                       | Marathon         |            |         |                    |                    | DNS                | DNS                |
| Renate Wyss                                                   | Marathon         |            |         |                    |                    | 2:50:41 h          | 35                 |
| Laura Polli                                                   | 20 km Gehen      |            |         |                    |                    | 1:34:07 h PB       | 36                 |
| Marie Polli                                                   | 20 km Gehen      |            |         |                    |                    | 1:36:31 h SB       | 49                 |
| Mujinga Kambundji Marisa Lavanchy Ellen Sprunger Léa Sprunger | 4 × 100 m        | 43,21 s NR | 12      |                    |                    | nicht qualifiziert | nicht qualifiziert |

#### Sprung/Wurf
| Athletin       | Disziplin      | Qualifikation | Qualifikation | Finale             | Finale             |
| Athletin       | Disziplin      | Höhe          | Platz         | Höhe               | Platz              |
| -------------- | -------------- | ------------- | ------------- | ------------------ | ------------------ |
| Nicole Büchler | Stabhochsprung | 4,45 m        | 15            | nicht qualifiziert | nicht qualifiziert |

#### Siebenkampf
| Athletin       | Disziplin | 100 m Hürden | Hochsprung | Kugelstoßen | 200 m      | Weitsprung | Speerwurf  | 800 m          | Punkte  | Platz |
| -------------- | --------- | ------------ | ---------- | ----------- | ---------- | ---------- | ---------- | -------------- | ------- | ----- |
| Ellen Sprunger | Ergebnis  | 13,68 s      | 1,68 m     | 12,86 m     | 23,39 s PB | 6,16 m PB  | 40,41 m    | 2:14,83 min SB | 6081 SB | 13    |
| Ellen Sprunger | Punkte    | 1024         | 830        | 718         | 1040       | 899        | 675        | 895            | 6081 SB | 13    |
| Linda Züblin   | Ergebnis  | 13,51 s PB   | 1,65 m SB  | 12,51 m     | 25,01 s SB | 6,23 m SB  | 49,64 m SB | 2:17,50 min    | 6057 PB | 16    |
| Linda Züblin   | Punkte    | 1049         | 795        | 695         | 886        | 921        | 853        | 858            | 6057 PB | 16    |